# Klever
Klevjer este o localitate din comuna Sande, provincia Vestfold, Norvegia, cu o suprafață de 0,32 km² și o populație de 370 locuitori (2013).